# Yangxin (Huangshi)
Yangxin (chiń. upr. 阳新县; chiń. trad. 陽新縣; pinyin Yángxīn Xiàn) – powiat w południowo-wschodniej części prefektury miejskiej Huangshi w prowincji Hubei w Chińskiej Republice Ludowej. Według danych z 2010 roku, liczba mieszkańców powiatu wynosiła 827631.